# 條紋無鬚䲁
條紋異齒䲁，又稱條紋無鬚䲁，為輻鰭魚綱鳚形目䲁科異齒䲁屬的一種，分布於西太平洋巴布亞紐幾內亞古迪納夫島、德特爾卡斯托群島和巴西拉基島海域，深度0至8公尺，本魚體延長，稍側扁，似圓柱狀；頭鈍短。前鼻孔具一鼻鬚；無眼上鬚及頸鬚，後犬齒，兩側各一個，側線無垂直孔對，背鰭硬棘12枚、背鰭軟條14枚、臀鰭硬棘2枚、臀鰭軟條16枚，體長可達3.2公分，棲息在珊瑚礁區，單獨或成小群活動，雌魚產附著性卵，雄魚有護卵行為，幼魚為浮游性，生活習性不明。